# Casper Jørgensen
Casper Jørgensen (Årslev, 20 augustus 1985) is een Deens wielrenner die sinds 2008 aangesloten is bij Team GLS. Hij won van 2003 tot 2008 telkens het Nationaal kampioenschap ploegenachtervolging.

## Palmares
2002
- Nationaal kampioen achtervolging (Junioren)
- Nationaal kampioen ploegenachtervolging (Junioren)

2003
- Nationaal kampioen 1km (Junioren)
- Nationaal kampioen achtervolging (Junioren)
- Nationaal kampioen ploegenachtervolging (Elite)
- Nationaal kampioen ploegenachtervolging (Junioren)

2004
- Nationaal kampioen scratch
- Nationaal kampioen ploegenachtervolging

2005
- Nationaal kampioen ploegenachtervolging

2006
- Nationaal kampioen ploegenachtervolging
- Nationaal kampioen scratch
- Sydney (ploegenachtervolging)

2007
- Proloog GP Tell
- Nationaal kampioen ploegenachtervolging
- Nationaal kampioen scratch

2008
- Proloog Olympia's Tour
- Nationaal kampioen ploegenachtervolging